# معصومه طوافچیان

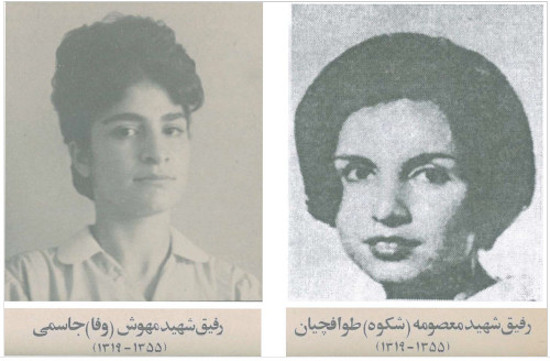
معصومه طوافچیان و مهوش جاسمی از اعضای سازمان انقلابی بودند. اجساد آنان هرگز یافت نشد.

معصومه (شکوه) طوافچیان از اعضای اصلی سازمان انقلابی حزب توده ایران بود. او در ایتالیا پزشکی خوانده و همزمان با تحصیل به یکی از رهبران جنبش دانشجویی در خارج از ایران تبدیل شده بود. در بازگشت به ایران او به عضویت هیئت اجرایی سازمان انقلابی حزب توده ایران درآمد. او به عنوان پزشک در کارخانه ذوب‌آهن اصفهان مشغول به کار شد و دربارهٔ وضعیت کارگران آنجا به کادر رهبری حزب توده گزارش می‌داد. او چند روز پس از کشته شدن همسرش، پرویز واعظ‌زاده که از اعضای کادر رهبری حزب توده بود، در آذر ۱۳۵۵ به همراه مهوش جاسمی در محلّهٔ شهرآرا بازداشت و زیر شکنجه کشته شد.
ساواک اعلام کرد که آن‌ها در درگیری نظامی کشته شده‌اند؛ امّا نزدیکان طوافچیان و جاسمی اعتقاد دارند که آن‌ها دستگیر و سپس سر به نیست شدند.
او همراه با مهوش جاسمى به تحقيق پيرامون موقعيت زنان ایران پرداخت. نتيجهٔ كار آن‌ها اثرى دو جلدی بود كه پیش از انقلاب، توسّط سازمان انقلابى انتشار يافت.
طوافچیان در نامه‌ای به سازمان می‌نویسد: «من تا آخرین قطرهٔ خون به پرچم سازمان انقلابی خود، به امر رهایی زحمتکشان، به امر رهایی زنان رنجدیده و ستمکش ایران وفادار می‌مانم و هیچگاه سنگر مبارزه را ترک نخواهم کرد.»

## روایت ساواک از مرگ طوافچیان و جاسمی
ساواک در هشتم اسفند ۱۳۵۵ اعلام کرد که دو زن تروریست به نام‌های مهوش جاسمی و معصومه طوافچیان در زدوخورد با مأمورین به قتل رسیدند. ساواک همچنین در نامه‌هایی که به ریاست اداره دادرسی نیروهای مسلح ارسال کرد، نوشت:
«حدود ساعت ۱۷:۲۰ روز ۲۵۳۵/۱۱/۱۶ یک اکیپ از مأموران عملیاتی کمیته مشترک ضدخرابکاری در حین گشت‌زنی در منطقه مأموریت خود در اوّل جادهٔ آرامگاه، به دو زن که دارای حرکات مشکوک و مشغول مبادلهٔ کتابچه‌هایی بودند، مظنون و هنگامی که به منظور بررسی وضعیت و احراز هویتشان به زنان مذکور نزدیک می‌شوند، مشارالیهم که متوجّه حضور مأمورین شدند، ضمن فرار، مبادرت به دادن شعار می‌نمایند و توجّهی به ایست‌های مکرر و اخطار مأمورین ننموده و یکی از آنان در حین فرار با سلاح کمری خود تیری به طرف مأمورین شلیک می‌کند که بر اثر تیراندازی متقابل مأمورین هر دو نفر کشته می‌شوند و در بازرسی بدنی از اجساد آن‌ها مدارکی طبق صورت‌جلسات پیوست کشف و ضبط گردید. برای تعیین و کشف هویت واقعی آنان اقداماتی به عمل آمد و مشخّص شد، جسد شماره ۱ مربوط به معصومه طوافچیان فرزند اکبر و جسد شماره ۲ مربوط به مهوش جاسمی فرزند مهدی از اعضای مخفی و متواری سازمان انقلابی بوده است.»